# Reazione a catena della polimerasi

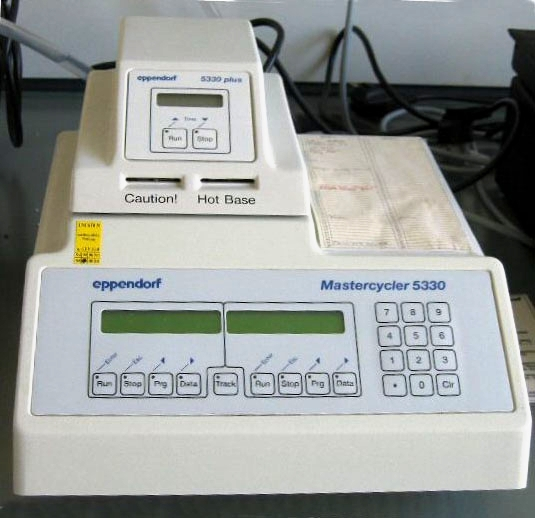
Il termociclatore esegue automaticamente i cambi di temperatura necessari per la PCR

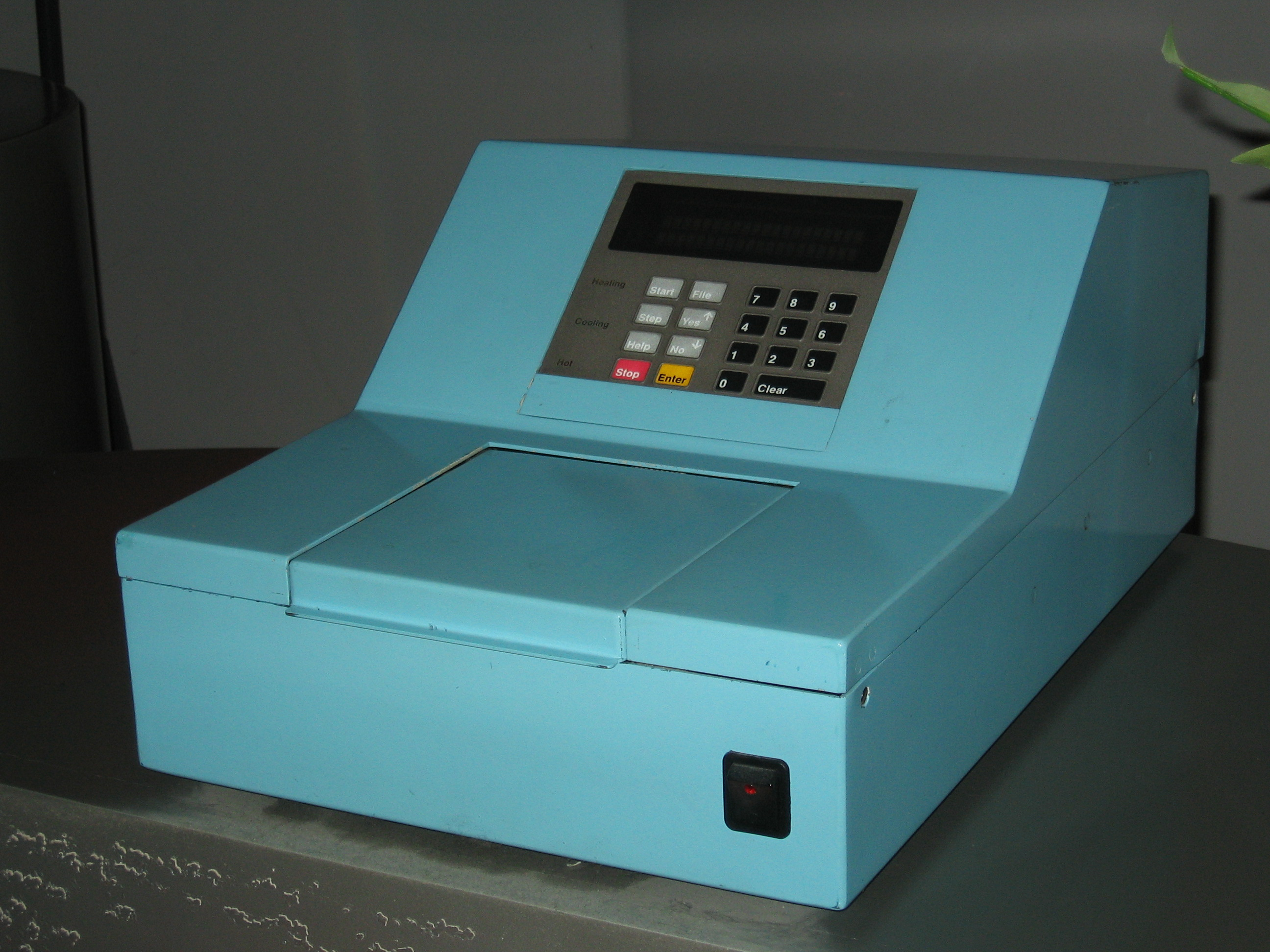
Il prototipo di termociclatore contenente il software applicativo integrato nell'hardware (1986)

La reazione a catena della polimerasi, in breve PCR (dall'inglese polymerase chain reaction), è una tecnica di biologia molecolare che consente la moltiplicazione (amplificazione) di frammenti di acidi nucleici dei quali si conoscono le sequenze nucleotidiche iniziali e terminali. L'amplificazione mediante PCR consente di ottenere in vitro molto rapidamente la quantità di materiale genetico necessaria per le successive applicazioni.
Tale metodo fu ideato nel 1983 da Kary Mullis, per il quale ottenne il premio Nobel per la chimica nel 1993.

## Meccanismo di funzionamento

Schema delle fasi di una PCR:
1. Denaturazione
2. Annealing
3. Allungamento
4. Termine del ciclo

La PCR ricostruisce in vitro uno specifico passaggio della duplicazione cellulare: la ricostituzione (sintesi) di un segmento di DNA "completo" (a doppia elica) a partire da un filamento a singola elica. Il filamento mancante viene ricostruito a partire da una serie di nucleotidi (i "mattoni" elementari che costituiscono gli acidi nucleici) che vengono disposti nella corretta sequenza, complementare a quella del DNA interessato.
Questo processo viene svolto in natura da enzimi chiamati DNA polimerasi, che sono in grado di sintetizzare progressivamente un nuovo filamento di DNA nelle seguenti condizioni:
- devono essere disponibili i nucleotidi da polimerizzare, sotto forma di desossiribonucleosidi trifosfati (dNTP);
- il DNA deve essere denaturato, ovvero le due eliche che compongono i filamenti devono essere già separate;
- il segmento da ricostruire può essere soltanto prolungato, ovvero non è possibile sintetizzare un nuovo filamento a partire da zero;
- devono inoltre essere rispettate opportune condizioni di temperatura, pH, ecc.

È possibile quindi ricostruire le condizioni che portano alla formazione dei nuovi segmenti di DNA, ponendo in soluzione:
- una quantità, anche minima, del segmento di DNA che si desidera riprodurre;
- una quantità opportuna di nucleotidi liberi per costituire i nuovi filamenti;
- opportuni "inneschi", detti primer, costituiti da brevi sequenze di DNA (oligonucleotidi) complementari alle estremità 5' e 3' dei due filamenti del segmento da riprodurre;
- una DNA polimerasi termo-resistente (non è necessario che provenga dallo stesso organismo di cui si deve replicare il DNA);
- un tampone che serve a mantenere stabile il pH adatto alla reazione;
- altri elementi di supporto (ad es. ioni magnesio) indispensabili per il corretto funzionamento della DNA polimerasi.

Per avviare la reazione della polimerasi (fase di prolungamento del filamento a partire dal primer 5') è prima necessario provvedere alla separazione dei filamenti del DNA (fase di denaturazione), quindi alla creazione del legame tra i primer e le regioni loro complementari dei filamenti di DNA denaturati (fase di annealing). Questo processo risulta però incompatibile con la DNA polimerasi umana, che viene distrutta alle temperature necessarie alla denaturazione (96-99 °C).
Per ovviare a questo inconveniente si fa ricorso alle polimerasi appartenenti a organismi termofili che non sono inattivate dalle alte temperature, ad esempio la Taq polimerasi proveniente dal batterio termofilo Thermus aquaticus. Ciò consente di realizzare più cicli di PCR in sequenza, in ciascuno dei quali viene duplicato anche il DNA sintetizzato nelle fasi precedenti, ottenendo una reazione a catena che consente una moltiplicazione estremamente rapida del materiale genetico di interesse.

### Schema di un ciclo di PCR
1. La soluzione di DNA da replicare, desossiribonucleotidi trifosfati, ioni magnesio, primer e TAQ polimerasi viene portata a una temperatura compresa tra 94 e 99 °C. Ci si trova, di conseguenza, in una situazione in cui la doppia elica del DNA viene completamente scissa ed i due filamenti di cui essa è composta sono liberi (fase di denaturazione).
2. Successivamente la temperatura viene abbassata fino a 40-55 °C circa al fine di permettere il legame dei primer alle regioni loro complementari dei filamenti di DNA denaturati (fase di annealing).
3. Infine la temperatura viene alzata fino a 65-72 °C al fine di massimizzare l'azione della TAQ polimerasi che determina un allungamento dei primer legati, utilizzando come stampo il filamento singolo di DNA (fase di prolungamento).

Il ciclo descritto viene poi ripetuto numerose volte: ma in genere non si superano i 25-30 cicli in quanto ad un certo punto la quota di DNA ottenuto raggiunge un plateau. Ciò avviene, ad esempio, per carenza degli oligonucleotidi usati come inneschi o per diminuzione dei dNTP. Bisogna inoltre considerare che si potrebbe amplificare in maniera eccessiva anche eventuale materiale genomico contaminante.

## Efficienza
In linea teorica ogni ciclo dovrebbe raddoppiare la quantità di DNA; ciò, tuttavia, non si realizza. Per avere una stima sufficientemente attendibile del numero di filamenti di DNA ottenuti dopo {\displaystyle n} cicli si può ricorrere alla formula:
{\displaystyle Y_{n}=A\cdot (1+E)^{n}}
dove:
{\displaystyle Y_{n}} = DNA prodotto dopo {\displaystyle n} cicli

{\displaystyle A} = quantità iniziale di DNA presente

{\displaystyle n} = numero di cicli di PCR effettuati

{\displaystyle E} = efficienza dell'amplificazione (in genere compresa tra 0,7 e 0,8)

## Allestimento di una PCR

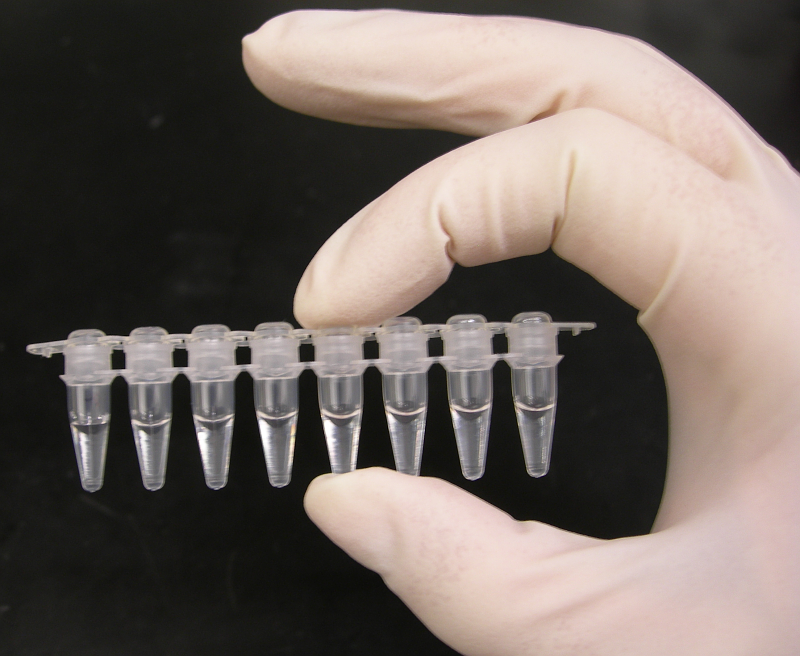
Provette per PCR, contenenti ognuna 100 µl di miscela di reazione

### La scelta del bersaglio
La scelta del bersaglio genetico da amplificare tramite PCR dipende da ciò che si è interessati ad ottenere e per tale motivo si ricorre a differenti strategie come, ad esempio:
- in caso di malattie genetiche o tumorali viene amplificato il gene responsabile di tali stati patologici (il gene in questione deve essere stato già riconosciuto),
- in caso di malattie infettive si possono amplificare geni del microorganismo in questione che codifichino per funzioni vitali essenziali o per fattori di virulenza.

Il bersaglio da amplificare può anche essere una molecola di RNA (come, ad esempio, nel caso di alcuni virus) la quale deve essere, come primo passo, sottoposta ad una reazione di retrotrascrizione.

### La quantità di materiale bersaglio
Per effettuare una PCR si può benissimo utilizzare una piccola quantità di bersaglio in quanto la sensibilità della reazione è molto alta. Si è visto che una quantità di DNA genomico di 100 ng è sufficiente per identificare un gene bersaglio che è presente in una singola copia. La presenza d'un basso quantitativo di bersaglio, comunque, aumenta la probabilità che vengano amplificate sequenze non specifiche.
Una quantità troppo elevata di DNA, al contrario, può diminuire l'efficienza dell'amplificazione a causa della presenza di troppi elementi contaminanti e può rendere complessa la valutazione della resa della reazione durante i processi di ottimizzazione dei singoli parametri per cercare di allestire tutta la PCR. Durante le fasi d'allestimento d'una PCR sarebbe bene, per evitare le problematiche appena riportate, cercare d'ottimizzare la quantità di DNA utilizzata (anche se non sempre ciò è possibile) mandando una serie di reazioni d'amplificazione in cui tutti i parametri siano fissi tranne il quantitativo di DNA che viene impiegato in dosi scalari.
Per poter far ciò, comunque, è necessario poter valutare la quantità di DNA ottenuta durante il processo di estrazione e ciò può essere ottenuto tramite una lettura spettrofotometrica d'una aliquota dell'estratto in cui viene misurata l'assorbanza a 260 nm, e tenendo conto del fatto che un valore di assorbanza di 1 con un cammino di 1 cm corrisponde a 50 µg/ml di DNA a doppia elica ed a 40 µg/ml di DNA a singola elica o di RNA. Effettuando, inoltre, una lettura ad una lunghezza d'onda di 280 nm (picco d'assorbanza delle proteine, principale contaminante degli estratti) ed effettuando il rapporto tra le rispettive assorbanze a 260 e 280 nm si può ottenere una stima della purezza del DNA ottenuto (in genere in preparazioni pure di DNA od RNA tale rapporto vale, rispettivamente, 1,8 e 2,0). La lettura a 230 nm, invece, riflette la presenza di contaminanti quali: fenolo, composti aromatici, peptidi e carboidrati. Il rapporto tra l'assorbanza a 260 nm e quella a 230 nm permette di evidenziare la contaminazione da tali agenti (nelle preparazioni pure vale 2,2).
Preparazioni in cui i rapporti sopra indicati si discostano significativamente da quelli delle preparazioni pure sono indice di contaminazione e ciò fa sì che la stima della concentrazione di DNA ottenuto sia meno accurata. Altri fattori che possono inficiare l'efficienza dell'amplificazione sono: la presenza di DNA circolare ed il suo peso molecolare. Effettivamente l'efficienza d'amplificazione è leggermente inferiore in molecole di DNA circolari o che abbiano un peso molecolare troppo elevato per cui, in questi casi, è consigliabile utilizzare appositi enzimi di restrizione che permettano, rispettivamente, di linearizzare il materiale genomico o di ridurlo in frammenti più piccoli.

### I controlli
L'allestimento d'opportuni controlli di qualità permette di valutare la sensibilità e specificità della metodica, nonché di evidenziare la presenza di falsi positivi o falsi negativi. I controlli da utilizzare sono detti "positivo" e "negativo".
Il controllo positivo consiste in un campione in cui la sequenza bersaglio è contenuta.
Tale controllo non dovrebbe contenere un numero di copie di sequenza bersaglio troppo alto (in genere tra 105 e 106). Ciò al fine di evitare di creare pericolosi aerosol che possano contaminare altri campioni o di sottostimare eventuali cali di sensibilità della reazione con produzione di falsi negativi.

Il controllo negativo consiste in un campione in cui la sequenza bersaglio manca.
Esso serve per evidenziare eventuali contaminazioni che potrebbero riferirsi sia all'estrazione del materiale genomico, sia al momento di preparazione della PCR.

### Iprimer
La scelta dei primer da utilizzare costituisce un aspetto essenziale per la buona riuscita della PCR. Essi, infatti, devono potersi ibridare in maniera specifica ed efficiente alla sequenza d'interesse, tralasciando quelle aspecifiche. La tipologia di primer da usare varia a seconda dello scopo della PCR.
Nel caso di malattie infettive risulta conveniente ricorrere a primer che siano specie-specifici o che possano efficacemente distinguere tra ceppi patogeni e non. Per la diagnosi di patologie genetiche si può ricorrere, invece, a due strategie: primer che siano complementari a regioni adiacenti a quella in cui si trova la mutazione da individuare oppure primer in cui uno dei due sia complementare alla sequenza mutata. In quest'ultimo caso si avrà che, in assenza della mutazione, non si avrà alcun prodotto d'amplificazione.
Poiché la complementarità dei primer rispetto alla sequenze bersaglio può non essere assoluta si può ricorrere all'uso di primer contenenti alcuni nucleotidi non complementari (per creare, ad esempio, siti di taglio per enzimi di restrizione) o primer degenerati (cioè miscele di oligonucleotidi che variano tra loro per la presenza di differenti basi in punti specifici). Questi ultimi consentono di poter identificare geni di cui sia nota solo la sequenza proteica o geni omologhi tra diverse specie.
Nell'allestimento d'una PCR la distanza compresa tra i due primer è alquanto flessibile e può andare dalle 100 alle 10000 paia di basi (anche se, in realtà, l'efficienza dell'amplificazione diminuisce quando si superano le 3000 paia di basi). Per cercare di ovviare a questo problema sono state costruite varianti della DNA polimerasi prive dell'attività esonucleasica (che va dal 5' al 3'). La lunghezza d'un primer è, in genere, compresa tra le 20 e le 30 paia di basi e non dovrebbe essere inferiore alle 16 (al fine di non pregiudicare la specificità del processo). 
Grazie alle banche dati e alle pubblicazioni scientifiche stanno diventando sempre più disponibili le sequenze di DNA o di RNA necessarie per poter disegnare i primer da utilizzare nelle PCR. Una volta ottenuta la sequenza d'interesse bisogna controllare che nel resto del genoma non vi siano sequenze omologhe che possano portare alla produzione di falsi positivi e successivamente si può iniziare a disegnare i primer tenendo presente alcune accortezze:
- il contenuto di GC dovrebbe essere compreso tra il 45 ed il 50%;
- i primer non dovrebbero contenere sequenze tra loro complementari oppure sequenze ripetute invertite per evitare che si formino aggregati di primer (detti dimeri di primer) o strutture a forcina.

La concentrazione con cui i primer vengono comunemente usati si aggira attorno ad 1 mM e si ritiene che un simile quantitativo sia sufficiente per almeno 30 cicli d'amplificazione. Una concentrazione di primer troppo elevata potrebbe portare all'amplificazione di sequenze non specifiche, mentre, al contrario, una troppo scarsa presenza di primer rende la PCR inefficace. Per allestire una PCR, si renderà, quindi, necessaria un'ottimizzazione della concentrazione dei primer, tramite diluizioni scalari.

### Il magnesio
La concentrazione di magnesio è senza dubbio il fattore più critico di tutta la PCR. Questo parametro deve essere fatto oggetto d'una attenta procedura d'ottimizzazione in quanto può variare anche se si utilizzano diversi primer per amplificare una medesima regione di DNA. La presenza di magnesio condiziona l'attività della polimerasi, l'ibridizzazione dei primer ed aumenta la temperatura cui il DNA stampo si denatura.

Vista la grande importanza del magnesio, bisogna prestare attenzione a che nella soluzione di reazione non sussista un'eccessiva quantità di agenti chelanti (es:EDTA) o di gruppi negativamente carichi (es: gruppi fosfato) in quanto entrambi possono catturare il magnesio presente rendendolo non disponibile. Per allestire una PCR, di conseguenza, è bene allestire diverse miscele di reazione contenenti quantità progressivamente scalari di magnesio che varino da un minimo di 0.05 mM ad un massimo di 5 mM (il più delle volte si utilizza magnesio 1,5 mM).

### I nucleotidi
Generalmente i nucleotidi vengono utilizzati alla concentrazione di 200 µM ciascuno. Un aumento di questa concentrazione non porta ad un aumento dell'efficienza della reazione in quanto i gruppi fosfato carichi negativamente possono legarsi al magnesio della miscela rendendolo meno disponibile. I nucleotidi, in concentrazione superiore ai 200 µM, possono aumentare la percentuale d'errore della polimerasi od addirittura inibirla qualora presenti in concentrazione millimolare.

### L'enzima
Nei primi studi riguardanti la PCR veniva usata un frammento di DNA polimerasi di Escherichia coli (detto frammento di Klenow) ottenuto tramite digestione enzimatica. Le temperature necessarie per la denaturazione del DNA, sfortunatamente, disattivavano quest'enzima che doveva, così, essere reinserito nella provetta dopo ogni fase di denaturazione. La successiva introduzione della Taq polimerasi, una polimerasi termostabile, permise di risolvere quest'inconveniente piuttosto fastidioso.

La Taq polimerasi ha consentito di ottenere anche un miglioramento nella specificità della PCR in quanto ha permesso l'uso di temperature di annealing e di allungamento più elevate rispetto a quelle possibili con il frammento di Klenow, il che rende la reazione più stringente. Effettivamente la Taq polimerasi presenta un picco d'attività enzimatica attorno ai 75-80 °C ed inoltre permette di amplificare frammenti di lunghezza superiore alle 400 b (limite del frammento di Klenow), fino ad un massimo di 10 Kb.

La Taq polimerasi, a differenza d'altre polimerasi, presenta un'attività esonucleasica 5'-3' ma non in direzione 3'-5'. In direzione 3'-5' è consentito alle polimerasi, compreso il frammento di Klenow, di correggere eventuali errori (proof reading) dovuti ad un'erronea incorporazione dei nucleotidi. Ciò fa sì che la Taq polimerasi presenti un tasso d'errore di 2 x{\displaystyle 10^{-5}}nucleotidi, valore che comunque può variare modulando opportunamente alcuni parametri quali:
- concentrazione dei nucleotidi,
- concentrazione del magnesio,
- temperatura di "melting"
- temperatura di annealing.

Tale tasso d'errore, fortunatamente, risulta ininfluente per la maggior parte delle applicazioni successive, come, ad esempio, il sequenziamento o l'utilizzo di sonde specifiche.

La ricerca, comunque, si è volta a ricercare altre polimerasi con frequenza d'errore minore e con una più elevata resistenza alle alte temperature. Ciò ha fatto sì che venissero messe in commercio altri enzimi come quelli ottenuti per purificazione da Thermococcus litoralis, Pyrococcus furiosus o Thermotoga maritima. La prima, infatti, associa un'elevata termoresistenza ad una maggior fedeltà nella sintesi del filamento complementare mentre le altre presentano un'interessante attività di correzione di bozze.

Il frammento di Stoffel è una DNA polimerasi ottenuta eliminando i 289 aminoacidi della porzione N-terminale della Taq polimerasi. Ciò fa sì che l'enzima risultante sia privo dell'attività esonucleasica 5'-3' e che abbia una maggior resistenza alle alte temperature (ha infatti un'emivita di circa 20 minuti a 97,5 °C). Una tale caratteristica permette l'utilizzo di temperature di denaturazione più elevate del solito e facilità nella sintesi di frammenti ricchi in guanine e citosine che presentano una struttura secondaria alquanto elaborata. Un'altra caratteristica favorevole consiste nell'avere un'attività ottimale in un intervallo di concentrazione di magnesio ampio, compreso tra 2 e 10 mM. Ciò può facilitarne l'utilizzo in caso di PCR che vadano ad amplificare più di un bersaglio (PCR multiplex).

La DNA polimerasi, estratta da Thermus aquaticus e successivamente prodotta per via ricombinante, presenta, oltre all'azione classica, un'attività di trascrittasi inversa (DNA polimerasi RNA dipendente) che si manifesta in presenza di cloruro di manganese ad una temperatura di circa 60 °C. La DNA polimerasi DNA dipendente si attiva con l'aggiunta di cloruro di magnesio che va a chelare il manganese. Tale enzima, inoltre sembra resistere bene ad eventuali componenti ematici in grado di inibire la Taq polimerasi, per cui trova applicabilità nel campo della diagnostica di laboratorio in cui sia necessario utilizzare un bersaglio ad RNA.

In commercio si trova anche la AmpliTaq Gold DNA polimerasi che è in grado di attivarsi gradualmente a seguito d'una esposizione a 95 °C per 10 minuti. Tale attivazione, che rientra nel concetto delle PCR "hot start", permetta un aumento della sensibilità e specificità della reazione. Risulta, infine, molto utile nelle PCR multiplex in quanto diminuisce l'aggancio aspecifico dei primer e la formazione di dimeri.

Anche la quantità d'enzima da utilizzare può essere un fattore limitante l'accuratezza della PCR in quanto se la concentrazione è troppo bassa la resa dell'amplificato è scarsa mentre se è troppo alta si possono generare dei prodotti aspecifici. Il più delle volte si utilizza una quantità d'enzima variabile tra 1 e 5 unità per 100 µl. Generalmente i quantitativi più elevati d'enzima vengono usati per amplificare materiale genetico complesso come quello genomico.

### I parametri da adottare
Nella fase di denaturazione, come affermato precedentemente, deve avvenire la completa separazione dei due filamenti di DNA. Si tratta d'un momento importante in quanto una denaturazione incompleta può pregiudicare l'efficienza dell'amplificazione. La denaturazione avviene piuttosto rapidamente ma bisogna assicurarsi che la temperatura raggiunta sia omogenea in tutta la provetta di reazione. Il più delle volte la temperatura utilizzata è di 94 °C per 30-60 secondi ma bisogna considerare che vi sono molte variabili che possono richiedere un aggiustamento di tali valori:
- volume di reazione;
- posizione della provetta all'interno del termociclatore;
- lunghezza e quantità di DNA stampo;
- contenuto in coppie GC (le coppie GC sono più stabili in quanto formano tra loro tre legami idrogeno per cui ci vuole più energia per romperli; per ogni percento di GC la temperatura di denaturazione deve aumentare di 0,4 °C);
- la soluzione di reazione e la sua forza ionica (la temperatura di denaturazione, infatti, deve essere innalzata di 16,6 °C per ogni aumento di 10 volte della concentrazione dei cationi monovalenti).

È da tenere presente che aumenti eccessivi di temperatura o protratti troppo a lungo possono diminuire l'attività della DNA polimerasi che a 95 °C ha un tempo di emivita di 40 minuti. Per evitare simili problematiche, si può ricorrere ad agenti (tipo formammide) che destabilizzano i ponti idrogeno per cui la temperatura di denaturazione può essere diminuita.

Nella fase di annealing, in cui i primer si appaiano alle sequenze complementari del bersaglio, la temperatura da utilizzare, e la sua durata, devono essere scelti considerando due aspetti opposti. Una temperatura più elevata, infatti, aumenta la specificità della reazione ma ne può pregiudicare l'efficienza poiché favorisce la separazione dei primer dal bersaglio (il valore della temperatura a cui si ha il 50% di transizione tra stato a doppia ed a singola elica viene detto temperatura di melting o di fusione). Se la temperatura viene abbassata, le condizioni diventano meno stringenti ma viene favorita la formazione di ibridi, e quindi di amplificati, aspecifici.

Una guida utile nel valutare la temperatura di annealing da adottare può essere la composizione in coppie GC. Se queste sono poche, allora la temperatura può essere inferiore ai 55 °C, altrimenti dev' essere superiore. Una formula empirica per stabilire la temperatura di fusione d'un oligonucleotide (primer) può essere la seguente:
{\displaystyle Tm=2(A+T)+4(G+C)}
dove A,G,C,T rappresentano il numero, rispettivamente, di adenine, guanine, citosine e timine.
La temperatura di annealing viene, in genere, stabilita sottraendo 5 alla temperatura di fusione calcolata secondo la formula precedente. La temperatura di annealing così ottenuta può essere un buon punto di partenza per i primi tentativi d'allestimento della PCR e successivamente potrà essere variata, in prove successive, per cercare di migliorare la resa o minimizzare la presenza d'eventuali prodotti aspecifici.

Nella fase di prolungamento la temperatura da adottare è quella cui corrisponde la massima attività enzimatica (ad esempio con la polimerasi Taq si utilizza una temperatura di 70-72 °C). Il periodo di tempo in cui tale temperatura viene utilizzata varia a seconda della lunghezza del frammento da amplificare (La polimerasi sintetizza 600-1000 basi al minuto), per la Taq polimerasi un minuto è sufficiente per frammenti di 2 Kb. In genere, l'ultimo ciclo della reazione di amplificazione dura più a lungo al fine di poter ottenere prodotti che siano completi il più possibile. Tale passo risulta estremamente importante in situazioni in cui i prodotti di reazione debbano avere estremità ben definite, per poterli utilizzare, ad esempio, nel sequenziamento o nel clonaggio.

## Le contaminazioni
Paradossalmente, il più grande problema della PCR deriva proprio dalla sua elevata sensibilità ed efficienza. In effetti la reazione risulta molto sensibile alla presenza di materiale genetico contaminante che si può trovare in differenti posti: strumentazione, operatore, ambiente esterno.
Una delle maggiori fonti di contaminazione consiste nell'apertura di provette contenenti materiale amplificato (contaminazione da carry over) il quale, a seguito dell'apertura del recipiente, può disperdersi nell'aria sotto forma di aerosol che potrebbe contaminare successive PCR.

Se si considera, in effetti, che in una PCR condotta in un volume di 100 µl si possono trovare fino a 1012 molecole di DNA, ciò significa che in 10−7 μl di soluzione si hanno 103 filamenti di DNA, il che può costituire una pericolosa fonte di contaminanti.

Il problema delle contaminazioni è tanto maggiore quanto la sensibilità della PCR è elevata. Una PCR meno sensibile risulterà, ovviamente, meno soggetta a contaminazioni ma necessiterà d'una maggior presenza del proprio bersaglio per poterlo amplificare.

Un altro aspetto che deve essere considerato è la presenza di materiale contaminante di origine ambientale o cellulare. Volendo, ad esempio, amplificare materiale genomico umano, vi sarà la possibilità che lo stesso operatore sia una fonte di contaminazione (per esempio per perdita di frammenti di cute che si desquamano o per il rilascio di goccioline di saliva). Avendo a che fare con microorganismi vi può essere la possibilità che essi crescano in vicinanza ai luoghi in cui la PCR viene preparata. È anche possibile la contaminazione crociata a partire dal materiale utilizzato come controllo positivo il quale potrebbe andarsi a depositare nelle provette dei campioni da testare.

Esiste, infine un'altra possibilità di contaminazione che si può avere durante le procedure di rilevazione del prodotto della PCR (ad esempio su gel d'agarosio per la corsa elettroforetica). In questo caso è possibile che materiale di un campione possa aggiungersi in piccola quantità ad un altro con la possibilità d'un risultato falsato.

Di fronte ad un problema così importante come quello delle contaminazioni (si pensi soprattutto al campo della diagnostica) è opportuno che vangano intrapresi degli accorgimenti idonei a minimizzare tale rischio.

È assolutamente indispensabile che l'area di preparazione della miscela della reazione sia ben distinta da quella in cui i campioni vengono inoculati e da quella in cui vengono analizzati. Ciò vale anche per tutta la strumentazione da utilizzarsi. Il fine di ciò consiste nell'evitare che eventuale materiale genomico possa contaminare la soluzione mentre viene preparata.

Tutti i reagenti della PCR dovrebbero venir suddivisi in aliquote piuttosto piccole in maniera tale da evitare che una provetta venga aperta e chiusa un numero troppo elevato di volte. In caso di presenza di materiale contaminante, poi, non sarà necessario buttare tutto quanto il reagente considerato inquinato ma solo l'aliquota di esso che è stata utilizzata.

I reagenti, inoltre, dovrebbero essere conservati in aree dove non sono presenti prodotti di altre PCR od eventuale DNA estratto.

Le pipette utilizzate nei laboratori costituiscono una delle maggiori fonti di contaminazione in quanto, durante la fase d'aspirazione d'una soluzione contenente DNA, possono creare degli aerosol che si vanno a depositare sulla punta e che possono successivamente andare ad inquinare altri campioni (specie i controlli negativi). Per ovviare a questa problematica è bene utilizzare puntali dotati di filtro o pipette ad espulsione positiva. Un altro accorgimento utile da usare consiste nell'utilizzo di pipette differenti per la preparazione della miscela di reazione e per l'inoculo del DNA.

Tutte queste misure vanno, ovviamente, inserite in un contesto generale di buona pratica laboratoristica che dovrebbe prevedere, tra l'altro: il cambio frequente dei guanti, la pulizia accurata di tutte le superfici e strumentazioni e la chiusura di tutte le provette subito dopo il loro utilizzo.

## Applicazioni
La PCR viene utilizzata in tutte quelle situazioni in cui bisogna amplificare un quantitativo di DNA fino a livelli utili per analisi successive. I campi di applicazione sono enormi. La tecnica viene sfruttata, ad esempio, in medicina per la diagnostica microbiologica o per l'evidenziazione di cellule tumorali, in tumori liquidi, quando esse sono troppo poche per essere evidenziate da altre metodiche (malattia minima residua). Estremamente utile è l'uso della PCR in medicina legale.
In biologia la PCR viene usata per le analisi di paleontologia e di antropologia molecolare ed in numerosi campi dell'ingegneria genetica. Fondamentale è poi il suo utilizzo per lo studio del genoma di organismi non coltivabili, quali numerosi batteri e protisti, e per lo studio di popolazioni in ecologia. Il suo utilizzo consente inoltre di rivelare contaminazioni da OGM ed eventuali malattie genetiche. Le diverse gradazioni di specificità dei primer integrate alla diversa efficienza con cui essi si legano all'amplificato a seconda della temperatura garantiscono a questa tecnica una straordinaria flessibilità per studi a tutti i diversi livelli tassonomici.

## Varianti
Attualmente esistono delle varianti della PCR classica tra cui:
- Real time PCR o PCR quantitativa
- Reazione a catena della polimerasi inversa
- Reazione a catena della ligasi (LCR)
- Mispairing PCR
- PCR-RFLP
- PCR in situ
- Touchdown PCR
- Race-PCR
- PCR asimmetrica
- Multiplex PCR